# آندرس پاخارس
آندْرِس پاخارِس (اسپانیایی: Andrés Pajares‎) بازیگر اهل اسپانیا است.
از فیلم‌ها یا مجموعه‌های تلویزیونی که وی در آن‌ها نقش داشته است، می‌توان به کاروسل حوالی ۱۹۵۰، آی کارملا!، «یک بی‌عفتی محجوبانه» و «ملوانی با مُشت زرین» اشاره نمود.